# Bartąg (gromada)
Bartąg – dawna gromada, czyli najmniejsza jednostka podziału terytorialnego Polskiej Rzeczypospolitej Ludowej w latach 1954–1972.
Gromady, z gromadzkimi radami narodowymi (GRN) jako organami władzy najniższego stopnia na wsi, funkcjonowały od reformy reorganizującej administrację wiejską przeprowadzonej jesienią 1954 do momentu ich zniesienia z dniem 1 stycznia 1973, tym samym wypierając organizację gminną w latach 1954–1972.
Gromadę Bartąg z siedzibą GRN w Bartągu utworzono – jako jedną z 8759 gromad na obszarze Polski – w powiecie olsztyńskim w woj. olsztyńskim na mocy uchwały nr 21 WRN w Olsztynie z dnia 4 października 1954. W skład jednostki weszły obszary dotychczasowych gromad Bartąg i Jaroty ze zniesionej gminy Klebark (Wielki) oraz obszar dotychczasowej gromady Ruś ze zniesionej gminy Stawiguda w tymże powiecie. Dla gromady ustalono 19 członków gromadzkiej rady narodowej.
1 stycznia 1960 do gromady Bartąg włączono wieś i PGR Tomaszkowo ze zniesionej gromady Dorotowo w tymże powiecie.
21 grudnia 1963 do gromady Bartąg włączono PGR Zofiówka z gromady Gietrzwałd w tymże powiecie.
1 stycznia 1966 z gromady Bartąg wyłączono obszar Rolniczego Zespołu Doświadczalnego Pozorty, włączając go do miasta Olsztyna (na prawach powiatu).
31 grudnia 1967 z gromady Bartąg wyłączono część obszaru wsi Linowo (44 ha), włączając ją do gromady Klebark Wielki w tymże powiecie; do gromady Bartąg włączono natomiast część obszaru PGL nadleśnictwo Nowy Rumak (17 ha) z gromady Klebark Wielki w tymże powiecie.
Gromada przetrwała do końca 1972 roku, czyli do kolejnej reformy gminnej.